# Mateusz Komar
Pour les articles homonymes, voir Komar.
Mateusz Komar, né le 18 juillet 1985 à Słubice (Lubusz), est un coureur cycliste polonais.

## Palmarès
- 2006
  - Pologne-Ukraine
- 2007
  - Tour of Malopolska :
    - Classement général
    - 1re étape

  - 1re étape du Szlakiem Walk Majora Hubala
  - 2e du Mémorial Henryka Lasaka
  - 2e du Szlakiem Walk Majora Hubala
- 2008
  - 5e étape du Dookoła Mazowsza (contre-la-montre par équipes)
- 2009
  - 4e étape du Bałtyk-Karkonosze Tour
- 2011
  - 4e étape du Dookoła Mazowsza
- 2012
  - 6e étape du Bałtyk-Karkonosze Tour
- 2013
  - 7e étape du Tour du Maroc
  - 4e étape du Dookoła Mazowsza (contre-la-montre par équipes)
  - 2e du Puchar Ministra Obrony Narodowej
- 2015
  -  Champion de Pologne du critérium
- 2016
  - 2e étape du Tour of Malopolska
  - Korona Kocich Gór
- 2017
  - Course de Solidarność et des champions olympiques :
    - Classement général
    - 4e étape

  - 2e de la Korona Kocich Gór
- 2018
  - 2e du Memorial im. J. Grundmanna J. Wizowskiego

## Classements mondiaux
| Année           | 2007 | 2008  | 2009 | 2010 | 2011 | 2012 | 2013 | 2014 | 2015 | 2016 | 2017 |
| --------------- | ---- | ----- | ---- | ---- | ---- | ---- | ---- | ---- | ---- | ---- | ---- |
| UCI Africa Tour |      |       |      |      |      |      | 124e |      |      |      |      |
| UCI Europe Tour | 68e  | 1198e | 540e |      | 947e |      | 249e | 313e | 871e | 725e | 356e |